# Jianggen (sockenhuvudort i Kina, Zhejiang Sheng, lat 27,56, long 119,44)
Jianggen (kinesiska: 江根乡) är en sockenhuvudort i Kina. Den ligger i provinsen Zhejiang, i den östra delen av landet, omkring 310 kilometer söder om provinshuvudstaden Hangzhou. Antalet invånare är 1 888. Befolkningen består av 930 kvinnor och 958 män. Barn under 15 år utgör 13,0 %, vuxna 15-64 år 65 %, och äldre över 65 år 21,0 %.
Runt Jianggen är det ganska tätbefolkat, med 179 invånare per kvadratkilometer. Närmaste större samhälle är Aoyang, 12,6 km sydost om Jianggen. I omgivningarna runt Jianggen växer i huvudsak blandskog.
Genomsnittlig årsnederbörd är 2 342 millimeter. Den regnigaste månaden är juni, med i genomsnitt 422 mm nederbörd, och den torraste är oktober, med 61 mm nederbörd.